# Lester (nome)
Lester  è un nome proprio di persona inglese maschile.

## Varianti
- Ipocoristici: Les[1]

## Origine e diffusione
Riprende il cognome inglese Lester, che può avere due diverse origini; da una parte, poteva indicare una persona proveniente dalla città di Leicester. Dall'altra, può essere una variante di Lister, proveniente dal medio inglese lite ("tingere", quindi "tintore").

## Onomastico
Il nome è adespota, cioè non è portato da alcun santo, quindi l'onomastico ricade il 1º novembre, in occasione di Ognissanti.

## Persone
- Lester Bangs, critico musicale e musicista statunitense
- Lester Bowie, trombettista e compositore statunitense
- Lester R. Brown, agronomo, scrittore e ambientalista statunitense
- Lester del Rey, scrittore, curatore editoriale e critico letterario statunitense
- Lester Germer, fisico statunitense
- Lester Grinspoon, psichiatra statunitense
- Lester Hayes, giocatore di football americano statunitense
- Lester Hudson, cestista statunitense
- Lester Pearson, politico canadese
- Lester Allan Pelton, inventore statunitense
- Lester Seri, naturalista papuano
- Lester Young, sassofonista statunitense

## Il nome nelle arti
- Lester Krinklesac è un personaggio della serie animata The Cleveland Show.